# 清洲西インターチェンジ
清洲西インターチェンジ（きよすにしインターチェンジ）は、愛知県清須市にある名古屋第二環状自動車道のインターチェンジである。

## 概要
名古屋IC・名古屋南JCT方面への入口と同方面からの出口のみを持つハーフインターチェンジである。このICから名古屋西JCT方面へ行くことはできず、同方面からの本線流出もできないことから、流出入にあたっては隣りの甚目寺北ICを利用する。

## 歴史
- 1988年（昭和63年）3月23日 : 東名阪自動車道名古屋西IC - 清洲東IC間開通と同時に当ICを開設[4]
- 2011年（平成23年）3月20日 : 所属道路名称を名古屋第二環状自動車道（名二環）に変更[5]

## 周辺
当ICはあま市との境界近くにあり、当IC至近の「方領東」交差点（愛知県道128号給父清須線と交差）はあま市になる。
- 新清洲駅
- ヨシヅヤ清洲店

## 接続する道路
- 直接接続
  - 国道302号[6]
- 間接接続
  - 愛知県道128号給父清須線[6]

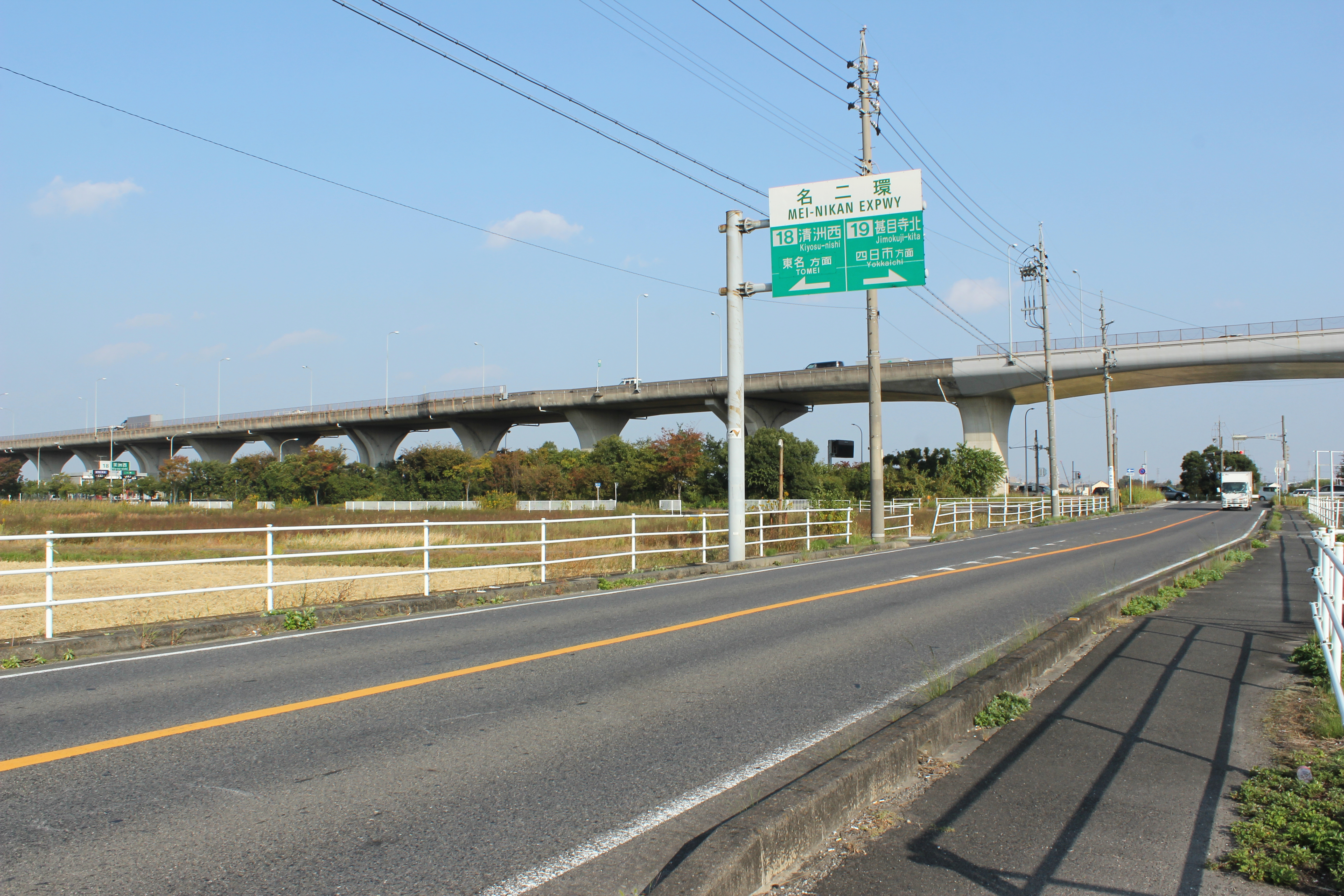
国道302号を介して愛知県道128号と接続。左に清洲西ICを望む。

## 料金所

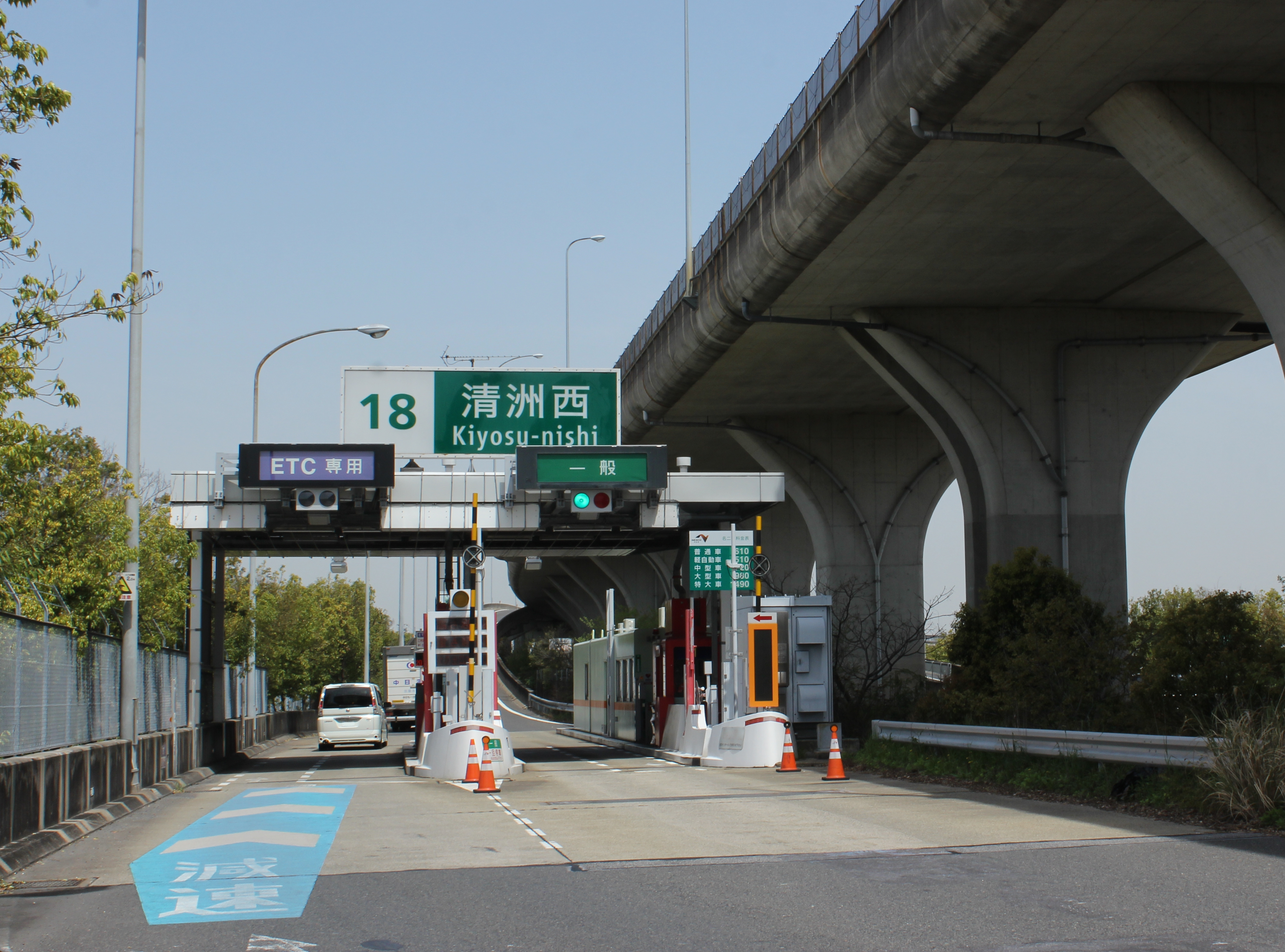
トールゲートは土工部に設置

レーン運用は、時間帯やメンテナンスなどの事情により変更される場合がある。

### 入口
- レーン数 : 2[7]
  - ETC専用 : 1
  - 一般 : 1

## 隣
C2 名古屋第二環状自動車道
(17) 清洲東IC/(17-1) 清洲JCT - (18) 清洲西IC - (19) 甚目寺北IC